# アリックス (オセール女伯)
アリックス・ド・ブルゴーニュ（フランス語：Alix de Bourgogne, 1251年 - 1290年）またはアデライード・ド・ブルゴーニュ（Adélaïde de Bourgogne）は、オセール女伯（在位：1262年 - 1290年）。

## 生涯
アリックスはウード・ド・ブルゴーニュとマティルド2世・ド・ブルボンの娘である。1262年に母の跡を継いでオセール女伯となった。1268年、シャロン伯ジャン1世の息子ロシュフォール領主ジャン1世・ド・シャロンと結婚し、1子ギヨーム6世（1304年没）をもうけた。夫の死後、アリックスはアラブ人のムスリムと結婚した。